# Rio Jabalón
O Rio Jabalón é um rio do centro da Espanha, que percorre 161 km pela província de Ciudad Real, no sentido E-W. Nasce a 5 km da localidade de Montiel no sentido da estrada Villanueva de la Fuente e desagua no Rio Guadiana perto do Corral de Calatrava.

## Afluentes
- Rio Segurilla

## Barragems no Rio Jabalón
- Barragem de Mari Sánchez
- Barragem da Vega de Jabalón